# きみ可愛いね
「きみ可愛いね」（きみかわいいね）は、1976年3月5日に発売された伊藤咲子の7枚目のシングル。

## 解説
- 「乙女のワルツ」に続き、コーラスから始まるナンバー。
- 本楽曲で、1976年大晦日放映の『第27回紅白歌合戦』（NHK）に初出場を果たした。なおバックコーラスには岩崎宏美・太田裕美・キャンディーズ・森昌子が、それぞれ参加した。
- 2009年6月16日、『NHK歌謡コンサート －特集・三木たかしの世界－』を放映、同年5月11日に亡くなった作曲家の三木を追悼。伊藤自身も同番組に生出演し、本楽曲を披露した。

## 収録曲
- 両楽曲共に、作詞：阿久悠／作曲・編曲：三木たかし

1. きみ可愛いね (03:26)
2. パーティの夜 (02:57)

## 関連作品
- GOLDEN☆BEST 伊藤咲子
- エッセンシャル・ベスト 伊藤咲子